# Epítome das Histórias Filípicas de Pompeu Trogo
O Epítome das Histórias Filípicas de Pompeu Trogo  (em latim Epitoma Historiarum Philippicarum Pompei Trogi) do escritor romano Justino (datado entre os séculos II e IV) é uma antologia da longa obra Histórias Filípicas (Historiae Philippicae), do historiador augustano Pompeu Trogo, a qual não sobreviveu. O epítome de Justino é, assim, a principal fonte sobrevivente do trabalho de Trogo.
Segundo o prefácio de Justino, nas Histórias Filípicas, Trogo pretendia abordar a história humana desde seu início até a época dos Césares, com foco em seus governantes, nações e povos. A partir dessa obra, Justino criou seu Epítome, concentrando-se em "quaisquer [partes] que fossem mais dignas de serem conhecidas" e removendo aquelas que "não eram atraentes para o prazer da leitura, nem necessárias como exemplo". Resulta-se, assim, em um texto com aproximadamente um sexto do tamanho do original e descrito como uma "antologia caprichosa" em vez de um epítome mais comum.
A obra destaca-se como um elemento importante da história, tanto como uma conexão com a única obra pré-cristã de história mundial escrita em latim quanto como uma das poucas fontes escritas sobre diversas figuras helenísticas notáveis.

## Origem
Como quase nada se sabe sobre o autor, a origem do Epítome também é muito contestada. Acredita-se que tenha sido escrito em Roma devido a uma seção no prefácio em que Justino afirma que compôs a obra "durante o lazer que desfrutamos na urbe".
A datação da obra permanece um tanto incerta. Comumente se localiza o autor no final do século II ou início do século III d.C., tendo a obra sido escrita no máximo em 226/227, pois após essa data a ascensão do Império Sassânida teria tornado o último capítulo sobre os partos obsoleto. Alguns estudiosos discordam, apresentando argumentos, baseados em sua análise linguística, de que a obra teria sido escrita muito mais tarde, no século IV, observando que, como é uma proposta de alguém que não era um historiador, o fato de a obra estar parcialmente obsoleta nessa altura não exclui tal possibilidade. Sabe-se que o Epítome é anterior ao Comentário a Daniel, de Jerônimo, já que o autor faz referência a Justino ali.

## Composição
A composição da obra é complicada por sua natureza abreviada, com alguns elementos vindos de Trogo e o restante de Justino. Com a perda da fonte, é difícil precisar a quem um elemento específico pertence, mesmo que, a partir dos Prólogos (conjunto de 44 resumos de poucas linhas que teria sido feito com base no conteúdo das Histórias Filípicas), seja possível aventar possibilidades quanto ao deslocamento de informações e de cortes e acréscimos perpetrados por Justino.
De qualquer forma, essa complexidade leva a dificuldades para determinar quem influenciou o trabalho de Justino, pois muitas vezes é difícil verificar se as conexões entre o Epítome e trabalhos anteriores se devem ao fato de Justino ter sido influenciado por esses trabalhos ou por esses trabalhos terem sido influenciados por Trogo.

### Linguagem
A obra mistura latim clássico e tardio, sendo o clássico geralmente atribuído a elementos que Justino transcreveu mais diretamente de Trogo, e o tardio ocorrendo nas seções mais originais.

### Influência de Tácito
A análise do Epítome levou estudiosos a considerar uma conexão entre a obra de Justino e a de Tácito, a partir da semelhança do metro e do conteúdo em seções específicas. Essa ligação tem sido usada como prova de que Tácito foi uma grande influência na obra de Justino, mas estudos recentes contestaram essa suposição, e, em vez disso, foram apresentados argumentos tentando mostrar que Tácito foi influenciado por Trogo no estilo e que sua obra teria sido usada como referência histórica, e foi essa influência que teria causado a conexão entre as obras.
Entretanto, não se descarta a possibilidade de que haja também uma influência de Tácito no Epítome.

### Tradição Vulgata
Os livros com foco em Alexandre são escritos na Tradição da Vulgata, e obtidos por Trogo a partir da, perdida, História de Alexandre, de Cleitarco, e, como tal, são considerados imprecisos devido ao foco de Cleitarco no entretenimento em detrimento da precisão, agravado pelo próprio foco de Justino nesse mesmo aspecto.

## Estrutura e tema
Segundo Justino, o Epítome segue a estrutura de sua fonte, sendo dividido em 44 livros de tamanhos diferentes e um prefácio. De modo geral, a obra concentra-se na história mundial e grega, dando destaque a Alexandre, o Grande, sua ascensão ao poder e os eventos que ocorreram após sua morte.
Seu tema principal é o imperium, o direito do monarca de governar, com Trogo traçando sua passagem de um rei para outro, de um império para outro, e apresentando os reis como essenciais para o bem-estar do estado, enquanto Justino concentrou seu trabalho no tema do aprendizado moral. Esse era um tema comum na época, e uma declaração explicitando esse enfoque é frequentemente encontrada em prefácios históricos.
Para isso, Justino tomou os longos relatos de Trogo e os modificou, mas, ao fazê-lo, tornou-se uma fonte terciária pouco confiável sobre os eventos descritos e o "representante mais pobre" das fontes secundárias dos eventos, agora perdidas. Apesar dessa alteração e da inclusão do próprio tema de Justino, muito do foco de Trogo passou para o Epítome, e assim permanece na obra um forte tema de imperium e moderação.

## Relato sobre Alexandre, o Grande
Grande parte do trabalho concentra-se nos eventos que cercam a ascensão de Alexandre e da Grécia, e os estados sucessores que surgiram a partir dela. Sendo um dos cinco principais relatos sobreviventes sobre Alexandre, o Epítome fornece uma visão relevante desses eventos. Em particular, traz importantes informações sobre seu pai e homônimo da obra, Filipe II, sendo Justino uma das duas únicas fontes narrativas sobreviventes, ao lado do anterior Diodoro.
O Epítome também apresenta uma versão da morte de Alexandre em que se atribui seu assassinato a seu subordinado Antípatro, que ao ser alvo das insídias de Olímpia, mãe de Alexandre, e observando a imoderação do rei, decidiu envenená-lo com um veneno tão forte que "só poderia ser transportado em um casco de cavalo". Essa interpretação é contestada pela maioria dos historiadores e, na verdade, é provável que seja uma transferência dos temas de Trogo, em que a imoderação era vista como um atributo impróprio e uma causa direta da perda do império.

## Recepção
A obra foi muito popular na época de seu lançamento, ultrapassando rapidamente sua fonte, a ponto de a maior parte do que sabemos sobre esta ser a partir do Epítome. Este continuou a ser popular na Idade Média, período do qual sobreviveram mais de duzentas cópias. Esse status foi mantido durante o Renascimento, com edições entre as primeiras gerações de livros impressos, mas sua popularidade começou a se perder nos séculos XIX e XX, quando sua confiabilidade foi questionada, culminando em um intervalo de 115 anos entre as traduções para o inglês, por exemplo.
Em língua portuguesa, há uma tradução do século XVIII para o português lusitano, realizada por Troilo de Vasconcelos da Cunha, intitulada Justino Lusitano, e uma mais recente para o português do Brasil, com quase três séculos de diferença entre as duas.